# Oreochromis
Oreochromis es un género de peces de la familia Cichlidae y de la orden de los Perciformes. Es originario de África y del Oriente Medio.

## Especies
- Oreochromis amphimelas
- Oreochromis andersonii
- Oreochromis angolensis
- Oreochromis aureus
- Oreochromis chungruruensis
- Oreochromis esculentus
- Oreochromis hunteri
- Oreochromis ismailiaensis
- Oreochromis jipe
- Oreochromis karomo
- Oreochromis karongae
- Oreochromis korogwe
- Oreochromis lepidurus
- Oreochromis leucostictus
- Oreochromis lidole
- Oreochromis macrochir
- Oreochromis malagarasi
- Oreochromis mortimeri
- Oreochromis mossambicus
- Oreochromis mweruensis
- Oreochromis niloticus (Tilapia del Nilo)
- Oreochromis pangani
  - Oreochromis pangani girigan
  - Oreochromis pangani pangani
- Oreochromis placidus
  - Oreochromis placidus placidus
  - Oreochromis placidus ruvumae
- Oreochromis rukwaensis
- Oreochromis saka
- Oreochromis salinicola
- Oreochromis schwebischi
- Oreochromis shiranus
  - Oreochromis shiranus chilwae
  - Oreochromis shiranus shiranus
- Oreochromis spilurus
  - Oreochromis spilurus niger
  - Oreochromis spilurus percivali
  - Oreochromis spilurus spilurus
- Oreochromis squamipinnis
- Oreochromis tanganicae
- Oreochromis upembae
- Oreochromis urolepis
  - Oreochromis urolepis hornorum
  - Oreochromis urolepis urolepis
- Oreochromis variabilis